# Cotoneaster intermedius
Cotonéaster intermédiaire
Espèce
Synonymes
- Cotoneaster tomentosus proles intermedius (Lecoq & Lamotte) Rouy & E.G.Camus, 1901[2]
- Cotoneaster tomentosus var. intermedius Lecoq & Lamotte, 1847[2]
- Pyrus garraudiana (ou Pyrus × garraudiana) M. F. Fay & Christenh., 2018[3],[4]

Cotoneaster intermedius ou Cotoneaster x intermedius, de nom commun Cotonéaster intermédiaire, est une espèce de plantes à fleurs de la famille des Rosaceae et du genre Cotoneaster. C'est un arbuste présent uniquement dans le sud-est de la France et à la frontière avec l'Italie.

## Description

### Appareil végétatif
Le Cotonéaster intermédiaire mesure de 20 cm à 2 m. Ses feuilles sont velues sur la face supérieure (poils persistants). Sur un même individu, un certain nombre de feuilles sont assez triangulaires à l'apex. Le limbe foliaire n'est pas cordé à la base. 

### Appareil reproducteur
Le diamètre de la corolle est de 3–4 mm. Les fruits sont rouges, un peu en forme de poire et légèrement velus. La floraison a lieu de Mars à Octobre.

### Confusions possibles
Cotoneaster intermedius peut être confondu avec Cotoneaster tomentosus, qui possède des feuilles moins triangulaires à limbe très légèrement cordiforme à la base et des fruits plus velus. Également avec Cotoneaster raboutensis qui est généralement glabre à la face supérieure et dont les fruits sont glabres.

## Habitat et répartition
C'est un arbuste de lisières forestières mésophiles, d'une altitude de 500 à 1 800 mètres. Il pousse de préférences sur des sols calcaires et secs.
Le Cotonéaster intermédiaire est endémique du sud-ouest des Alpes et alentours, présent dans le sud-est de la France (Massif central, Alpes), et le nord-ouest de l'Italie,,,.